# Суєта суєт
«Суєта суєт» (рос. «Суета сует») — російський радянський художній фільм 1979 року, мелодрама режисера  Алли Сурикової.

## Сюжет
В основу сюжету покладена звичайна життєва історія. Борис Іванович, вже немолодий чоловік, після довгих років сімейного життя захопився іншою жінкою і пішов з сім'ї. Його колишня дружина Марина Петрівна, завідувачка відділу РАЦС, переживає розставання. Щоб відволіктися від проблем, вона вирішує відправитися в подорож на кораблі в Кіжи, але спізнюється на рейс. Її дочка Наташа, думаючи, що мама в Кіжах, вирішує виїхати в Новгород до свого нареченого. Не знайшовши вдома свою дочку, мати вирушає на її пошуки в Новгород, а за нею і колишній чоловік. Потім обставини складаються так, що Боря розуміє, що він втрачає, йдучи від коханої дружини.

## У головних ролях
- Галина Польських —  Марина Петрівна
- Фрунзик Мкртчян —  Борис Іванович

## У ролях
- Леонід Куравльов —  Володя
- Анна Варпаховська —  Ліза
- Світлана Петросьянц —  Наташа
- Сергій Іванов —  Вася
- Леонід Харитонов —  Яків Андрійович
- Людмила Іванова —  Серафима Іллівна
- Яна Поплавська —  Лідка, сестра Васі
- Наталя Крачковська —  Варвара
- Борислав Брондуков —  Сергієнко

### В епізодах
- Сергій Бачурський —  Генка
- І. Окунєв
- Геннадій Ялович —  багатодітний батько в кафе
- С. Окунєва
- А. Петров
- Павло Винник
- В. Степанов
- Лариса Барабанова —  диспетчер таксопарку в Новгороді
- Марія Виноградова —  пасажирка таксі
- Микола Астапов —  офіціант, що жонглює тарілками

## Знімальна група
- Автор сценарію —  Еміль Брагінський
- Режисер-постановник —  Алла Сурикова
- Оператор-постановник —  Всеволод Симаков
- Художник-постановник —  Валерій Філіппов
- Композитор —  Богдан Троцюк
- Звукоператор — Є. Федоров
- Диригент —  Володимир Васильєв
- Режисер —  Оксана Григорович
- Оператор — В. Куракін
- Монтаж — Л. Єлян
- Художник по костюмах — Р. Сатуновська
- Художник-гример — Н. Антонова
- Художник-декоратор — Г. Образцов
- Редактор — Едуард Єрмолін
- Музичний редактор - М. Бланк
- Директор картини — Людмила Габелая